# Троицкий, Герман Васильевич
Ге́рман Васи́льевич Тро́ицкий (19 ноября 1913, Казань, Российская империя — 17 октября 1992, Симферополь, АР Крым, Украина) — советский биохимик, доктор биологических наук, кандидат медицинских наук, профессор, заслуженный деятель науки Украины, лауреат премии имени А. В. Палладина АН Украины, член-корреспондент Академии наук Украины. В течение долгого времени заведовал кафедрой биологической химии Крымского медицинского института, является основателем Крымской биохимической школы.

## Биография
Родился 19 ноября 1913 года в Казани в семье адвоката. В 1921—31 годах обучался в средней школе, вначале в Симбирске, а затем в Ставрополе. В 1932 году поступил на лечебный факультет Ростовского медицинского института, который окончил в 1937 году. Уже в студенческие годы Г. В. Троицкий начал заниматься научной деятельностью.
После окончания института Г. В. Троицкий продолжил исследования в Ростове-на-Дону в научно-исследовательских институтах, в том числе в Ростовском противочумном институте. В 1940 году защитил диссертацию на соискание ученой степени кандидата медицинских наук. Почти с самого начала Великой Отечественной войны Г. В. Троицкий находился в действующей армии (в санэпидподразделениях), имел боевые награды, прошёл путь от Сталинграда до Берлина. После увольнения в запас в 1947 году в звании майора медицинской службы он обосновался в Москве в НИИ дерматовенерологии, где продолжил свои научные исследования.
В 1951 году защитил докторскую диссертацию, посвященную биохимии витамина А. В этом же году по приглашению ректора Крымского медицинского института С. И. Георгиевского перевёлся в Крым, где с 1951 по 1988 год возглавлял кафедру биологической химии, а с 1988 по 1992 год работал на кафедре в должности профессора.
Скончался в Симферополе 17 октября 1992 года.
Был женат на Н. А. Троицкой — советский и украинский учёный.

### Научная деятельность
Наиболее выдающиеся научные исследования Г. В. Троицкого были выполнены в период его работы в Крымском медицинском институте. Он кардинально изменил кафедральную тематику научных исследований, занявшись изучением белков сыворотки крови человека в норме и при патологии. Благодаря его научной и организаторской деятельности в Крыму была создана биохимическая школа, общее направление исследований которой можно обозначить как «патологическая анатомия белка». Значительный вклад был внесён в создание и усовершенствование исследовательской аппаратуры: приборы, изготовленные на кафедре под руководством Г. В. Троицкого были оригинальными по конструкции и часто единственными в Советском Союзе, а иногда и в Европе.
В частности, под руководством Г. В. Троицкого был усовершенствован электрофоретический аппарат Арне Тизелиуса, было разработано более 10 различных модификаций аппаратов для электрофореза на бумаге. Позднее, когда в качестве среды для электрофореза стали использовать гель агар-агара, на кафедре был разработан простой метод выделения низкомолекулярного компонента агара — агарозы, а также сконструированы приборы для работы на агаровом и агарозном гелях. Опыт работы кафедры обобщен в монографии Г. В. Троицкого «Электрофорез белков», изданной в Харькове в 1962 году.
Для изучения пространственной структуры белка на кафедре использовался метод дисперсии оптического вращения. Для этого Г. В. Троицким, И. Ф. Кирюхиным, Г. В. Кобозевым и О. Г. Косиком был сконструирован первый в Европе спектрополяриметр, усовершенствованный И. В. Генераловым и В. П. Завьяловым. На основании данных, полученных с использованием метода спектрополяриметрии, Г. В. Троицкий впервые в мире высказал мысль о том, что наряду с α-спиралями основу периодической части большинства глобулярных белков составляют β-складки. Первые результаты исследований на эту тему были опубликованы в журнале «Биофизика» в 1965 году; в настоящее время широкая распространенность бета-структур в глобулярных белках является общепризнанным фактом.
С 1969 года под руководством Г. В. Троицкого на кафедре разрабатывался принципиально новый вариант метода изоэлектрического фокусирования белков — с использованием борат-полиольных буферных систем; в настоящее время этот метод широко применяется во многих лабораториях мира. Этот же метод использовался в космическом эксперименте по программе «Таврия» для разделения белков и получения особо чистых препаратов в условиях невесомости (эксперименты в космосе были начаты на станции «Салют-7» космонавтами А. Н. Березовым и В. В. Лебедевым, а затем продолжены на борту орбитального комплекса «Салют-7» — «Союз Т-5» — «Союз Т-7» космонавтами А. А. Серебровым и С. Е. Савицкой в 1982 г.). Результаты исследований были представлены академиком В. А. Энгельгардтом для публикации в «Докладах АН СССР» в 1974 г., а позднее опубликованы в международном журнале «Biochimica et Biophysica Acta» и обобщены в монографии Г. В. Троицкого и Г. Ю. Ажицкого «Изоэлектрическое фокусирование белков в самоорганизующихся и искусственных рН градиентах», изданной в 1984 году.
Г. В. Троицким и его учениками было выполнено большое количество экспериментальных и клинических исследований, связанных с изучением структуры белков (липопротеинов, альбуминов, иммуноглобулинов) при различных патологиях. Было доказано, что белки крови при патологии подвергаются серьёзным структурным изменениям, степень выраженности которых имеет диагностическое и прогностическое значение. Обзор научных работ по этой теме представлен в последней монографии Г. В. Троицкого «Дефектные белки. Постсинтетическая модификация», опубликованной в 1991 году.
Благодаря высокому авторитету Г. В. Троицкого и его школы в области исследования структуры иммуноглобулинов, председатель Совета по проблемам молекулярной биологии АН СССР, директор Института молекулярной биологии АН СССР академик В. А. Энгельгардт доверил кафедре биохимии организацию первого международного симпозиума «Структура и функция иммуноглобулинов» в Ялте в 1971 г., в котором приняли участия выдающиеся молекулярные иммунологи из Венгрии (Янош Герги), Чехославакии (Франтишек Франек), Германии (Герхардт Амброзиус), Польши (Сигизмунд Лисовски). Затем международные симпозиумы «Структура и функция иммуноглобулинов» стали регулярными и организовывались кафедрой в Ялте в 1975 и 1981 гг.
В 1986 году под руководством Г. В. Троицкого С. Ю. Тэтиным и К. А. Ефетовым в Крымском медицинском институте была создана гибридомная лаборатория и налажено получение моноклональных антител (лаборатория активно используется для исследований белков и в настоящее время).
На основе полученных данных по структуре белков в норме и при патологии Г. В. Троицкий выдвинул общую теорию ранних защитных реакций организма — теорию преиммунитета. Суть её заключается в том, что эндогенные или чужеродные токсические вещества ещё до включения иммунной системы связываются сывороточным альбумином; при этом альбумин модифицируется, что является ключевым моментом, запускающим каскад иммунологических реакций.
Г. В. Троицкий неоднократно выступал на международных конференциях и симпозиумах в Швеции (1957 г.), США (1958 г.), ЧССР (1968, 1977 гг.), Болгарии (1971 г.), Польше (1972 г.), ГДР (1975, 1979 гг.), Венгрии (1978 г.). За рубежом его работы опубликованы в международных журналах «Biochimica et Biophysica Acta» и «European Journal of Biochemistry». Под его руководством защищено 12 докторских и 50 кандидатских диссертаций.

## Награды и звания
Г. В. Троицкий был заслуженным деятелем науки Украины, членом-корреспондентом Академии наук Украины (с 1979 г.), лауреатом премии имени А. В. Палладина. За проявленный героизм во время ВОВ он был награждён Орденом Красной Звезды, медалью «За боевые заслуги», Орденом Отечественной войны II степени. За трудовые заслуги награждён Орденом «Знак почёта» и медалью «За трудовую доблесть».

## Память
- В марте 2000 года на главном корпусе Крымского государственного медицинского университета была открыта мемориальная доска, посвященная Герману Васильевичу Троицкому.

## Основные научные труды
- «Электрофорез белков» (Г. В. Троицкий, 1962)
- «Патологическая анатомия белков» (Г. В. Троицкий, 1983)
- «Изоэлектрическое фокусирование белков» (Г. В. Троицкий, Г. Ю. Ажицкий, 1984)
- «Дефектные белки» (Г. В. Троицкий, 1991)